# 광주신사

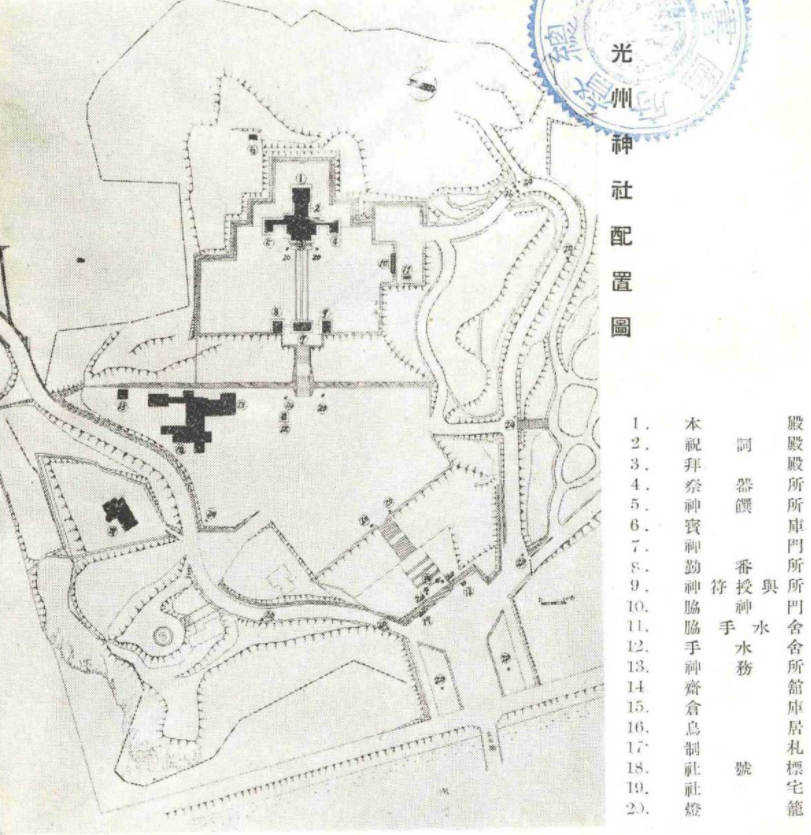
배치도

광주신사(光州神社)는 일제강점기 전라남도 광주부(현 광주광역시)에 있던 신토의 신사이다. 제신은 아마테라스, 구니타마(國魂)이다.

## 역사
1912년 8월, 광주부내의 구강공원龜岡公園에 황대신궁의 요배소를 건립한 것을 효시로 한다.
1916년 8월에 신사 창립을 출원하고, 1917년 5월 1일에 아마테라스 오미카미를 제신으로 하는 광주신사의 창립이 허가되어 동년 11월 3일에 진좌제가 집행되었다.
1936년 8월 11일 도공진사로 지정되었다. 동년 11월에는 봉찬회가 조직되어 신전의 조영과 경내 확장에 착수하였으나, 시국이 좋지 않아 자재 입수가 곤란하여 지연되다가 제반 공사가 거의 준공되었기 때문에 1940년 11월 19일 본전의 천궁제를 집행하였다. 1941년 1월 16일, 국혼대신國魂大神의 증사增祀를 신청하여 같은 해 4월 8일에 허가받았다. 같은 해 10월 1일, 강원신사와 함께 국폐소사國幣小社로 강등되었다.
1945년 11월 17일에 일본의 제2차 세계 대전 패전에 따라 폐지되었다.
해방 이후 부지는 광주공원이 되고, 1961년에 충혼탑을 건립했다.

## 갤러리

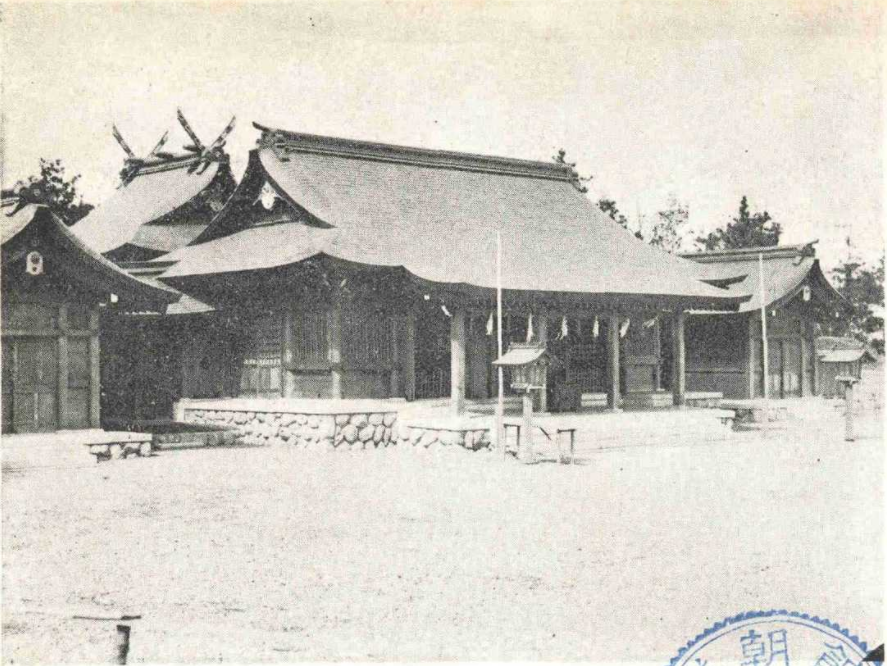
광주신사의 본전, 배전, 제기고, 신찬소 전경
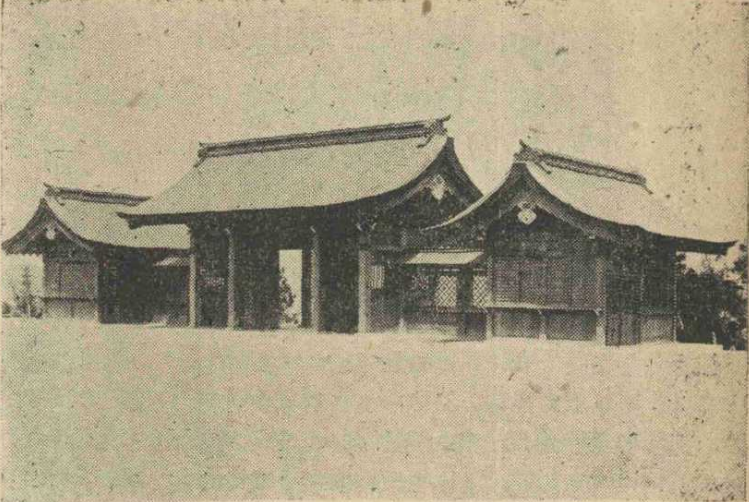
신문과 양익사 내관
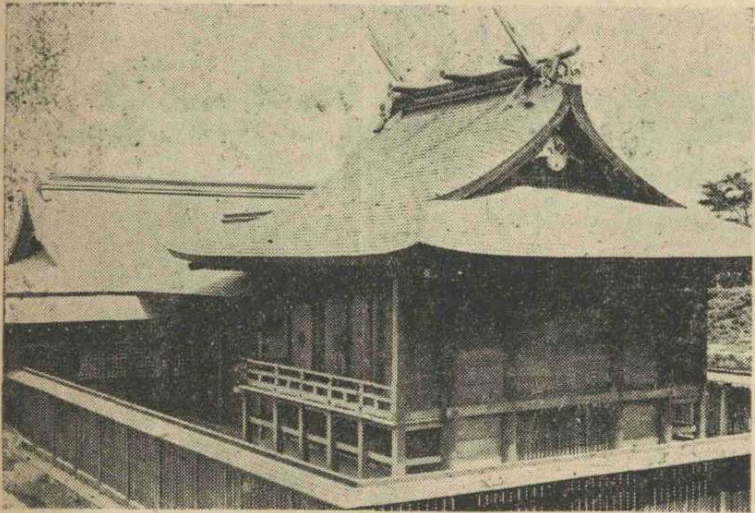
신전 배면

## 주해
1. ↑  도공진사(道供進社)란 도에서 신찬폐백료를 공진해야 할 신사를 말한다.